# Lingua ladina

Bandiera non ufficiale della Ladinia

La lingua ladina dolomitica (in ladino lingaz ladin dolomitan; [liŋˈɡat͡s laˈdiŋ dolomiˈtaŋ]), nota semplicemente come lingua ladina (lingaz ladin), è una lingua retoromanza parlata in Ladinia.

## Origini
L'origine del ladino, nella sua componente non latina, è tuttora incerta. Nella prima età del ferro la cultura di Luco-Meluno è predominante in gran parte dell'arco alpino centrale, ma nella seconda Età del Ferro viene sostituita man mano dalla cultura di Fritzens-Sanzeno. Se a essa sia associabile un popolo (come quello dei Reti) è tuttora da determinare. Un'ulteriore questione riguarda invece la composizione etnica dei Reti; se essi fossero un popolo ben definito o piuttosto un insieme eterogeneo di popoli. La scoperta nel Sebasteion di Afrodisia in Turchia di un’iscrizione che menziona chiaramente un ethnos dei Reti, assieme ad altri popoli alpini, suggerirebbe un loro riconoscimento come popolo.
L’alfabeto retico, detto anche reto-etrusco, è distinto in quattro varianti: di Lugano, di Sondrio-Valcamonica, di Magré e di Bolzano. Se la scrittura presenta similitudini con l'etrusco, non-indoeuropee quindi, l’arte invece, come ad esempio le fibule e le armi, denunciano influenze transalpine, hallstattiane e della cultura di La Tène, culture che confluiscono poi direttamente nella più generica dicitura di Celti.
Le evidenze archeologiche, comunque, smentiscono una diretta discendenza dei Reti dagli Etruschi.
La romanizzazione dell'arco alpino centrale fu nelle sue prime battute lenta e graduale. L’elevazione della città di Trento a municipium fra il 50 e il 40 a.C. conferma che già nel corso del I secolo a.C. l'avanzata romana si era insinuata ben oltre Verona, ma il controllo del valichi alpini richiese un'invasione militare. In seguito alla conquista romana il territorio di origine della lingua ladina si trovò diviso in tre parti: Regio X Venetia et Histria, il Norico e la Rezia. Nel territorio vennero tracciate importanti vie di comunicazione, ma oltre ad alcune aree delle vallate principali, la romanizzazione delle vallate secondarie fu limitata.
Questa situazione permise pertanto alla popolazione di lingua latina di assorbire nella propria parlata elementi celtici (cosa che colloca il ladino fra le lingue galloromanze), come pure elementi della lingua retica, facente parte del gruppo non-indoeuropeo delle lingue tirreniche, e non riconducibili pertanto né al ceppo celtico, né al latino; come ad esempio: barantl (pino mugo), roa (frana), crëp (montagna), dascia (frasca).
Tali popoli, parlanti una forma ormai non più pura del latino, erano indicati dalle popolazioni di lingua tedesca, in seguito alla penetrazione di questi durante le invasioni barbariche, come Welsch (opponendoli a sé stessi e ai Windisch, gli Slavi); mentre essi stessi si definivano latini (da cui il termine dialettale ladin). Il termine si diffuse a partire dal XVIII secolo anche negli ambienti tedeschi (Ladinisch) per designare le popolazioni in via di germanizzazione soggette al Tirolo.
Alcune delle popolazioni soggette storicamente alla Repubblica di Venezia non compresero subito l'importanza di salvaguardare il proprio bagaglio storico-culturale per i significati sottesi di filo-asburgicismo, per cui negli ambienti italiani si era giunti al compromesso di Ladino-Dolomitici. Ora però una nuova consapevolezza e sensibilità sta prendendo piede anche in tali popolazioni e una maggiore attenzione è rivolta alle proprie origini, al di là dei confini.
Il ladino ha tratti in comune con le lingue romanze occidentali, per esempio la lenizione - talvolta fino alla scomparsa - delle intervocaliche (latinu > ladin) e il plurale in -s anziché in -i, -e, ma a volte se ne discosta (la c dinanzi a e e i non passa a [ʦ] > [s] ma diventa [ʧ] come nel gruppo orientale - i casi di aspirazione di [k], come nella parola l sak, sembrano invece essere un caso di germanizzazione).

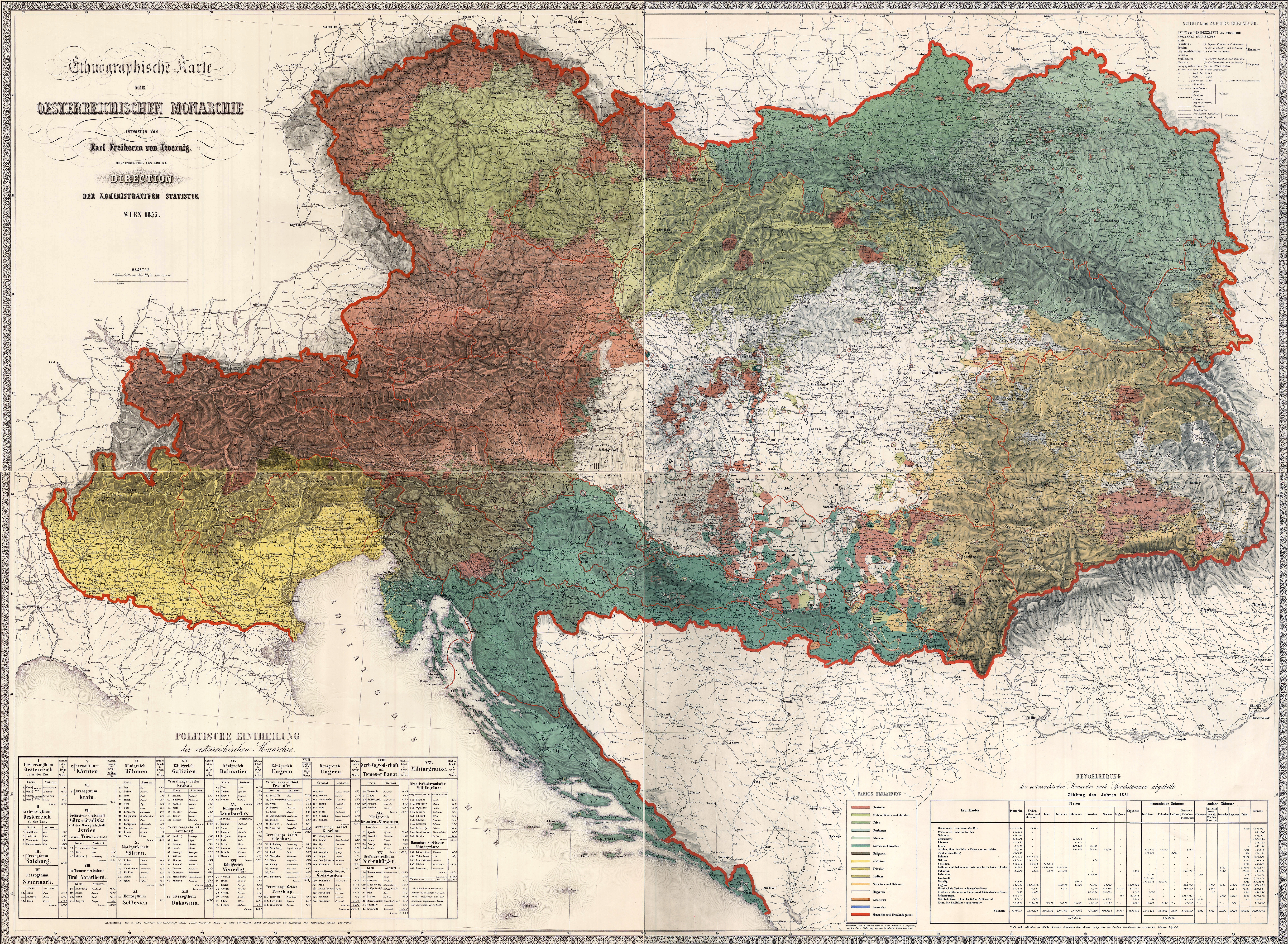
La lingua ladina nei territori asburgici, 1851.

## Varianti
Molte sono state le classificazioni proposte negli anni. Quella di Graziadio Isaia Ascoli contemplava tre varianti (grigione, ladino, friulano) e ne definiva gradi diversi di persistenza dei caratteri distintivi. Più complessa fu la classificazione proposta da Giovan Battista Pellegrini, che inizialmente considerava il ladino centrale diviso in due gruppi: "area ladina dolomitica del Sella" e "ladino cadorino", per ampliare la seconda area successivamente in "ladino bellunese-cadorino", facendo combaciare il limite fra le due aree agli attuali confini amministrativi fra le regioni Trentino-Alto Adige e Veneto. Le posizioni di Pellegrini, notevole accademico, sono state tuttavia ampiamente criticate e riviste. In particolare, secondo il glottologo Dieter Kattenbusch, la posizione di Pellegrini è estremamente imprecisa e generica. Ciò si può notare nel suo accostamento forzato del dialetto di Fodom (Livinallongo del Col di Lana) ai dialetti della valle del Piave, piuttosto che al molto più vicino, sia geograficamente che linguisticamente, dialetto badioto. Inoltre il Pellegrini definisce “ladini” dialetti pesantemente venetizzati. Una classificazione più articolata e comprensiva degli studi precedenti è proposta dal linguista brasiliano Mário Eduardo Viaro:

### Gruppo altoatesino del Sella
Varianti ladine parlate nella provincia autonoma di Bolzano:
- badioto-marebbano, diffuso in Val Badia (nel recente passato anche in Val di Luson e in Val di Funes), 10 632 abitanti, 94,05% come lingua madre.
- gardenese, parlato in Val Gardena (Gherdëina), 9 196 abitanti, 88,44% come lingua madre;
- fodom o ladino livinallese, parlato nei comuni di Livinallongo del Col di Lana e Colle Santa Lucia. Questa variante, pur essendo parlata in paesi appartenenti territorialmente al Veneto, fa parte dei ladini del Sella, di origine tirolese.

I ladini atesini del Sella hanno conservato meglio degli altri i tratti originari del ladino.

### Gruppo trentino del Sella
Trattasi del fassano, parlato in Val di Fassa nella provincia autonoma di Trento nelle 3 varianti:
- moenat, a Moena
- brach, a Soraga di Fassa, Pozza di Fassa e Vigo di Fassa;
- cazet, a Mazzin, Campitello di Fassa e Canazei.

Nel censimento della popolazione del 2001 si contavano 7 553 abitanti di madrelingua ladina su complessivi 9 125 abitanti in Val di Fassa, pari all'82,8% della popolazione locale nella valle.

### Gruppo agordino
I dialetti semiladini o ladino-veneti agordini rappresentano un ampio dibattito per quanto riguarda la classificazione dei dialetti ladini. A partire dall'alta valle del Cordevole (Rocia) i tratti veneti si accentuano scendendo lungo la valle, in particolare nella conca agordina. Dei tratti indicati dall'Ascoli come ladini, l'Agordino non ne presenta compiutamente nessuno: la palatalizzazione /ka/>/tʃa/ è presente parzialmente nella Valle del Biois (falcadino cian, ciasa ma cantà), ma è totalmente assente nel Basso Agordino (can, casa come nel bellunese); la desinenza finale latina -s è conservata solo nelle forme interrogative di seconda persona dei verbi monosillabi (agordino as-tu, (s)es-tu, fas-tu, das-tu, (v)os-tu per contro al bellunese a-tu, se-tu, fa-tu, da-tu, u-tu) e, nella Val del Biois, nella forma t'es (ma nella conca d'Agordo è te (s)é), ma in nessun plurale; non v'è conservazione dei nessi latini cl, pl sviluppatisi come nel veneto in /tʃ/ e /pj/ (pian, ciaf in agordino come nel bellunese pian, ciave, per contro al livinese plan, claf). Nel basso Agordino, inoltre, la desinenza della seconda persona del verbo è sempre uguale a quella delle terze persone, come in tutto l'alto veneto (agordino te canta, el canta, te vet, el vet, te va, el va; per contro a Falcade te cante, el canta, te vede, el vez, te vade, el va), e anche le desinenze dell'imperfetto indicativo sono uguali a quelle del bellunese (agordino/lavallese e bellunese cantée, te cantéa, el cantéa, cantión, cantié, i cantéa, diverse dal falcadino cantéi, te cantéi, el cantéa, cantiàne, cantià, i cantéa). Alcuni verbi monosillabi al presente mostrano alla prima persona un'identità tra forma bellunese e forma basso-agordina (vae, fae, dae) mentre si discosta quella del Biois (vade, faze, daghe); le forme bassoagordine hè sè e il futuro (magnarè), invece, si discostano sia dalle forme del Biois hai, sai, magnarài (e nota il taibonese sèi), sia da quelle bellunesi (ho, so, magnarò, frequenti anche ad Agordo). L'agordino ha una tendenza alla caduta delle vocali finali ancora più accentuata che nel bellunese, tanto che coinvolge non solo le forme nominali (fóc, pés, fraðèl sia nella conca agordina sia a Belluno) ma anche alcune verbali (agordino te pianž, te liéž, te vét, te finìs, te tas, el piàs etc., mentre bellunese te piande, te lède, te véde, te finisse, te tase, el piase); tuttavia i plurali dei nomi in -ón hanno -ói nel basso agordino come nel bellunese, mentre hanno -ógn /oɲ/ in altre parlate dell'alto Cordevole (balcói in bassoagordino come nel bellunese, balcógn in Val del Biois).
Da queste considerazioni è ormai ampiamente diffusa in letteratura la dicitura di dialetti semiladini o ladino-veneti in quanto rappresentano una transizione linguistica fra questi due ceppi linguistici delle lingue galloromanze e quella veneta.
Ne fanno parte i seguenti dialetti della provincia di Belluno:
- ladin de La Ròcia, distinto in rocchesano e lastesano. Tali varianti risultano più conservative nelle aree di Laste, Sottoguda (lad. Stagùda) e Rocca Pietore (lad. La Ròcia), dove le parlate sono affini a quelle di Livinallongo del Col di Lana e Colle Santa Lucia.[20]
- secondo la presente classificazione fanno anche parte di questo gruppo, i dialetti semiladini o ladino-veneti agordini:[14]
  - ladin-agordin dell'Agordino e della Valle del Biois (da Falcade-Falciade fino a Cencenighe-Zenzenighe),
  - zoldan: variante ladino-veneta parlata nella sola Val di Zoldo, affine ai dialetti agordini.[21]

### Gruppo ampezzano
Si tratta dell'ampezzano (anpezàn), parlato a Cortina d'Ampezzo (Anpézo), da circa 3 000 persone. Vi sono forti somiglianze con il dialetto cadorino, che a sua volta risente degli influssi della lingua veneta, ma da essa si distingue conservando più abbondantemente i caratteri più arcaici (quindi più ladini).

### Gruppo cadorino
In provincia di Belluno la lingua ladina è parlata nel Cadore e nel Comelico in forma di ladino cadorino, normalmente ascritto alla lingua ladina e politicamente riconosciuto come tale, quantunque per ragioni storiche e politiche questo territorio talvolta venga ignorato in riferimento all'adiacente territorio ladino ex-austroungarico, in cui la spinta al riconoscimento di minoranza etnico-linguistica è stato storicamente più forte. Si distinguono pertanto le seguenti varianti:
- Cadorino, parlato in tutto il Cadore, ad eccezione del Comelico e di Sappada, con influenze più o meno sentite del veneto;
- Comeliano, diffuso nel Comelico, è il più conservativo tra i dialetti orientali;[23]
- Vajontino, isolato, ex idioma di transizione con il friulano, nell'area di Erto e Cimolais in Friuli, più spesso considerato una variante del friulano occidentale.

### Gruppo solandro e nones
In Trentino occidentale, in Val di Non, Val di Sole, Val di Peio, Val di Rabbi e piccola parte della Val Rendena separati dall'area dolomitica, sono diffusi dialetti di chiara origine ladina, attualmente non riconosciuti politicamente come tali, che presentano uno sviluppo proprio e qualche influsso del trentino e del lombardo. Per alcuni studiosi questi dialetti rappresentano una variante del romancio con influssi da parte del Ladino (per via dell'antica continuità fra le parlate ladino-friulane e quelle retoromanze grigionesi). Alcune comparazioni dimostrano inoltre una grande arcaicità nel lessico, dovuta al modesto influsso di altre lingue (slavo, tedesco, francese ed italiano), almeno fino ad uno o due decenni fa, sulla parlata reto-romanza. Tali dialetti vengono anche definiti ladino anaunico. Si distinguono in:
- noneso, parlato in Val di Non, bassa Val di Sole e Val di Rabbi con varianti nelle diverse zone;
- solandro, parlato in media e alta Val di Sole, Val di Peio e nelle sue varianti, conservatore di termini e toponimi con caratteri di certa derivazione retica.

In occasione dei censimenti linguistici del 2001 e del 2011 circa 9000 trentini al di fuori dell'area ufficialmente ladina si dichiararono ladini, prevalentemente in Val di Non (circa il 25% della popolazione) e in misura minore in Val di Sole (meno del 5% della popolazione).

## Fonologia

### Consonanti
|               | Bilabiali | Labio-dentali | Dentali/ Alveolari | Post-alveolari | Palatali | Velari |
| ------------- | --------- | ------------- | ------------------ | -------------- | -------- | ------ |
| Nasali        | m         |               | n                  |                | ɲ        | ŋ      |
| Occlusive     | p b       |               | t d                |                | (c)      | k ɡ    |
| Affricate     |           |               | t͡s                 | t͡ʃ d͡ʒ          |          |        |
| Fricative     |           | f v           | s z                | ʃ ʒ            |          |        |
| Vibrante      |           |               | r                  |                |          |        |
| Laterali      |           |               | l                  |                |          |        |
| Approssimanti |           |               |                    |                | j        | w      |

### Vocali
|             | Anteriore | Centrale | Posteriore |
| ----------- | --------- | -------- | ---------- |
| Alte        | i (y)     |          | u          |
| Medio-alte  | e (ø)     |          | o          |
| Medio-basse | ɛ         | (ɜ)      | ɔ          |
| Basse       |           | a        |            |

## Ortografia
| [IPA]       | [IPA]                         | Ortografia | Esempio                  |
| ----------- | ----------------------------- | ---------- | ------------------------ |
| /b/         | /b/                           | b          | bel (bello)              |
| /k/         | + a \ o \ u \ y \ ø           | c          | cun (con)                |
| /k/         | + i \ e \ ɜ \ ∅               | ch         | chësc (questo)           |
| /tʃ/        | + a \ o \ u \ y \ ø           | ci         | ciüf (fiore)             |
| /tʃ/        | + i \ e \ ɜ \ ∅               | c          | düc (tutti)              |
| /s/         | (prima di una vocale)         | s          | so (sorella)             |
| /s/         | (davanti a consonante sorda)  | s          | ester (essere)           |
| /s/         | (intervocalica)               | ss         | messëi (dovere)          |
| /s/         | (fine di parola)              | ss         | ess (avrei)              |
| /z/         | (prima di una vocale)         | ś          | śën (ora) [Gardena]      |
| /z/         | (intervocalica)               | s          | ciasa (casa)             |
| /z/         | (davanti a consonante sonora) | s          | sgaré (sgarrare)         |
| /sk/        | + a \ o \ u \ y \ ø           | sc         | scür (buio)              |
| /sk/        | + i \ e \ ɜ \ ∅               | sch        | scheda (scheda)          |
| /ʃ/         | + a \ o \ u \ y \ ø           | sci        | maleisciun (maledizione) |
| /ʃ/         | + i \ e \ ɜ \ ∅               | sc         | osc (vostro)             |
| /ʒ/         | /ʒ/                           | j          | jí (andare)              |
| /ts/        | /ts/                          | z          | demez (via)              |
| /ɡ/         | + a \ o \ u \ y \ ø           | g          | magari (forse)           |
| /ɡ/         | + i \ e \ ɜ \ ∅               | gh         | ghest (ospite)           |
| /dʒ/        | + a \ o \ u \ y \ ø           | gi         | lungia (lunga)           |
| /dʒ/        | + i \ e \ ɜ \ ∅               | g          | mangé (mangiare)         |
| /d/         | /d/                           | d          | dilan (grazie)           |
| /f/         | /f/                           | f          | flama (fiamma)           |
| /l/         | /l/                           | l          | tlerëza (chiarezza)      |
| /m/         | /m/                           | m          | möta (bambina)           |
| /n/         | –                             | n          | nöt (notte)              |
| /n/         | (coda)                        | nn         | monn (mondo)             |
| /ŋ/         | (coda)                        | n          | en (in)                  |
| /ɲ/         | /ɲ/                           | gn         | sëgn (ora)               |
| /p/         | /p/                           | p          | püch (poco)              |
| /r/         | /r/                           | r          | aragn (ragno)            |
| /t/         | /t/                           | t          | tomé (cadere)            |
| /v/         | /v/                           | v          | asvelt (rapido)          |
| /ˈa/        | /ˈa/                          | a          | pa [interrogativo]       |
| /ˈɛ/        | /ˈɛ/                          | é          | porté (portare)          |
| /ˈe/        | /ˈe/                          | e          | che (che)                |
| /ˈi/        | /ˈi/                          | i          | cil (cielo)              |
| /ˈɔ/        | /ˈɔ/                          | ó          | chiló (qui)              |
| /ˈo/        | /ˈo/                          | o          | olá (dove)               |
| /ˈu/        | /ˈu/                          | u          | uma (madre)              |
| /ˈɜ/        | /ˈɜ/                          | ë          | ëra (lei)                |
| (Val Badia) | /ˈø/                          | ö          | tö (tu)                  |
| (Val Badia) | /ˈy/                          | ü          | plü (più)                |

## Standardizzazione
Nel 1988 le due maggiori istituzioni culturali ladine in Italia, l’Istitut Cultural Ladin "Majon di Fascegn" e l'Istituto Ladino "Micurà de Rü" diedero a Heinrich Schmid l'incarico di creare anche per loro una lingua scritta comune. Egli accettò questa nuova sfida e scrisse l'opera dal titolo Begleitung für den Aufbau einer gemeinsamen Schriftsprache der Dolomitenladiner («Orientamenti per lo sviluppo di una lingua scritta comune per i dialetti ladini delle Dolomiti») unificando le diverse parlate locali in un'unica variante intradialettale unitaria. Schmid non vide la pubblicazione in lingua italiana di questa opera fondamentale, perché morì nel febbraio 1999.
Recentemente (attorno all'anno 2000) è stato concluso il progetto SPELL che mira alla creazione di una lingua ladina standard. Dapprima si è realizzata una grande ricognizione sulla realtà linguistica delle valli ladine con l'informatizzazione del completo patrimonio lessicale, dopodiché si è passati alla redazione di un dizionario e di una grammatica di base curata dalla Union Generela di Ladins dla Dolomites però non ancora approvata ufficialmente dalle province autonome e dalle regioni interessate.

## Diffusione
Aree dove il ladino è parlato
     Aree dove il ladino coesiste con altre lingue (lombardo e bavarese)
     Aree d'influenza del ladino (dialetto ladino-agordino e dialetti ladino-friulani di Erto e Cimolais)

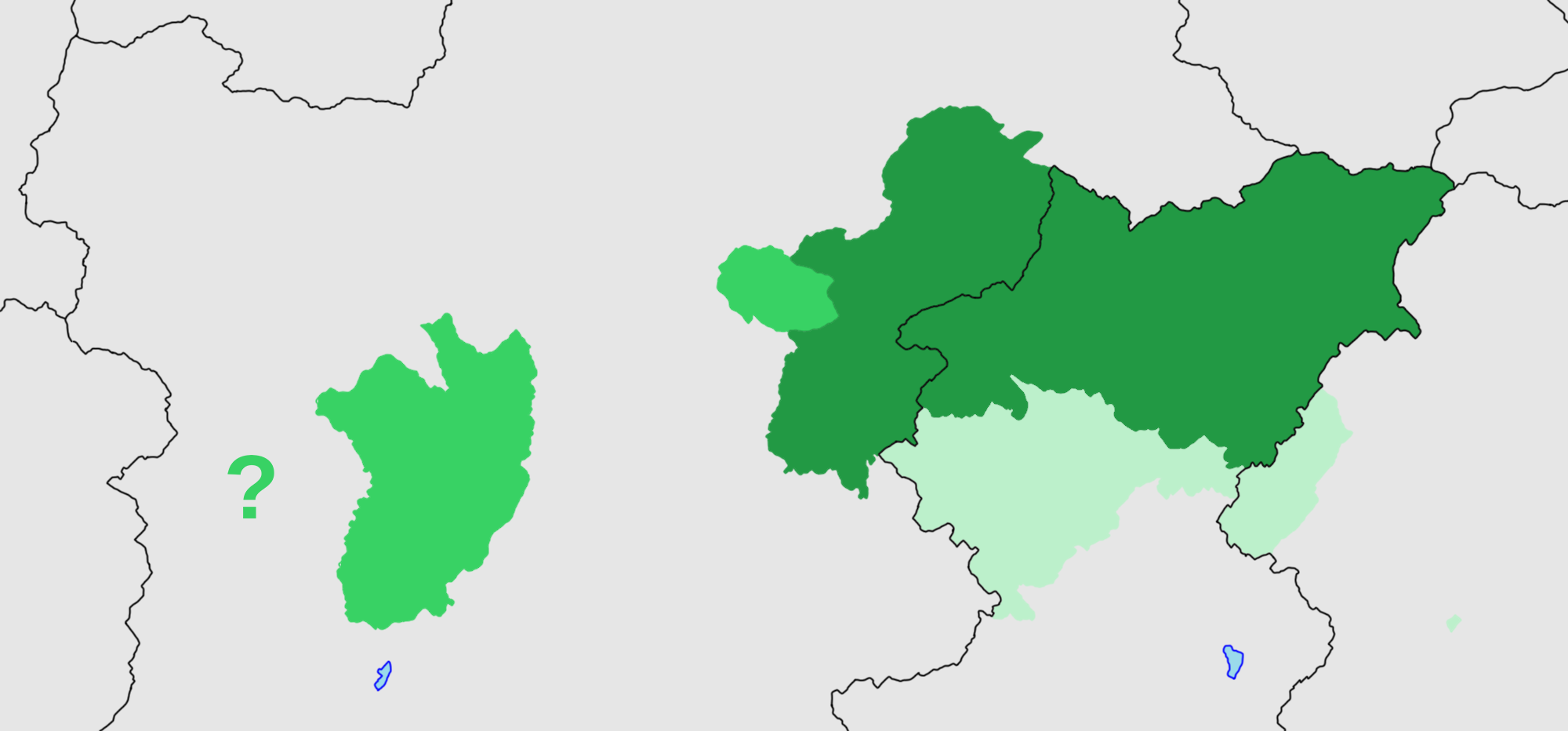
Aree dove il ladino è parlato
Aree dove il ladino coesiste con altre lingue (lombardo e bavarese)
Aree d'influenza del ladino (dialetto ladino-agordino e dialetti ladino-friulani di Erto e Cimolais)
? Aree di diffusione incerta del ladino

La lingua ladina è riconosciuta come lingua minoritaria in 51 comuni del Trentino-Alto Adige e del Veneto. L'area ufficialmente ladina conta circa 92 000 abitanti, ma non è possibile indicare con esattezza il numero dei parlanti la lingua ladina, dal momento che solo in Trentino-Alto Adige è prevista la dichiarazione di appartenenza linguistica in occasione del censimento decennale della popolazione. Solo in provincia di Bolzano il censimento rileva ai fini della proporzionale etnica.
In Val di Non in Trentino, al di fuori dell'area ufficialmente riconosciuta, al censimento 2011 il 23,19% si è dichiarato ladino, rispetto al 17,54 % nel 2001.
| Provincia autonoma | 2001   | 2011   | 2021   |
| ------------------ | ------ | ------ | ------ |
| Bolzano            | 18 736 | 20 548 |        |
| Trento             | 16 462 | 18 550 | 15 775 |

### Provincia autonoma di Bolzano
Al censimento del 2011, 20 548 altoatesini si sono dichiarati ladini, vale a dire il 4,53% della popolazione. In 8 dei 116 comuni altoatesini la lingua ladina è maggioritaria.
| Nome italiano                 | Nome ladino              | Abitanti | Percentuale di ladini |
| ----------------------------- | ------------------------ | -------- | --------------------- |
| Badia                         | Badia                    | 3366     | 94,07%                |
| Corvara in Badia              | Corvara                  | 1320     | 89,70%                |
| La Valle                      | La Val                   | 1299     | 97,66%                |
| Marebbe                       | Mareo                    | 2914     | 92,09%                |
| Ortisei                       | Urtijëi                  | 4659     | 84,19%                |
| San Martino in Badia          | San Martin de Tor        | 1733     | 96,71%                |
| Santa Cristina Valgardena     | Santa Cristina Gherdëina | 1873     | 91,40%                |
| Selva di Val Gardena          | Sëlva                    | 2664     | 89,74%                |
| Provincia autonoma di Bolzano | Provinzia de Bulsan      |          | 4,53%                 |

Nel comune di Castelrotto risiede una consistente minoranza ladina, pari al 15,37% della popolazione totale. Si tratta dei residenti nelle frazioni Sureghes (Überwasser-Oltretorrente) e Runcadic (Runggaditsch-Roncadizza) che di fatto sono la zona abitata della località Ortisei (intesa non come comune amministrativo), situata oltre il torrente Rio Gardena.

### Provincia autonoma di Trento
Al censimento del 2011, 18 550 trentini si sono dichiarati ladini. I ladini sono concentrati in Val di Fassa, dove sono una minoranza riconosciuta, e nelle Valli del Noce, dove il ladino non è però riconosciuto, pur essendo i ladini nonesi e solandri più numerosi dei ladini fassani.
| Nome italiano                | Nome ladino        | Abitanti | Numero di ladini | Percentuale di ladini |
| ---------------------------- | ------------------ | -------- | ---------------- | --------------------- |
| Campitello di Fassa          | Ciampedèl          | 740      | 608              | 82,2%                 |
| Canazei                      | Cianacèi           | 1911     | 1524             | 79,7%                 |
| Mazzin                       | Mazìn              | 493      | 381              | 77,3%                 |
| Moena                        | Moena              | 2698     | 2126             | 78,8%                 |
| Pozza di Fassa               | Poza               | 2138     | 1765             | 82,6%                 |
| Soraga di Fassa              | Soraga             | 736      | 629              | 85,5%                 |
| Vigo di Fassa                | Vich               | 1207     | 1059             | 87,7%                 |
| Area ladina                  |                    | 9923     | 8092             | 81,5%                 |
| Provincia autonoma di Trento | Provinzia de Trent | 526 510  | 18 550           | 3,5%                  |

Nel censimento effettuato negli ultimi mesi del 2021, a fronte di un generale aumento della popolazione provinciale, il numero dei ladini è diminuito.
| Nome italiano                | Nome ladino        | Abitanti | Numero di ladini | Percentuale di ladini |
| ---------------------------- | ------------------ | -------- | ---------------- | --------------------- |
| Campitello di Fassa          | Ciampedèl          | 709      | 392              | 55,3%                 |
| Canazei                      | Cianacèi           | 2015     | 1092             | 54,2%                 |
| Mazzin                       | Mazìn              | 598      | 315              | 52,7%                 |
| Moena                        | Moena              | 2682     | 1364             | 50,9%                 |
| San Giovanni di Fassa        | Sèn Jan            | 3698     | 2443             | 66,1%                 |
| Soraga di Fassa              | Soraga             | 691      | 460              | 66,6%                 |
| Area ladina                  |                    | 10 393   | 6066             | 58,4%                 |
| Provincia autonoma di Trento | Provinzia de Trent | 531 733  | 15 775           | 2,9%                  |

### Provincia di Belluno
Appartengono all'area ladina storicamente tirolese i comuni di Cortina d'Ampezzo, Colle Santa Lucia, Livinallongo del Col di Lana. In questi tre comuni si è svolta nel 2006 una inchiesta sociolinguistica mirata a determinare la composizione linguistica della regione; i risultati ottenuti sono riportati nella tabella seguente. Si è registrata una maggioranza assoluta di italiani a Cortina d'Ampezzo, dove formano l'82,1% della popolazione comunale, mentre nei comuni di Colle Santa Lucia e Livinallongo del Col di Lana i ladini erano la maggioranza, con rispettivamente il 50,6% e il 54,3%.
| Nome italiano                | Nome ladino | Abitanti | Numero di ladini | Percentuale di ladini |
| ---------------------------- | ----------- | -------- | ---------------- | --------------------- |
| Cortina d'Ampezzo            | Anpezo      | 6630     | 1034             | 15,6%                 |
| Colle Santa Lucia            | Col         | 434      | 220              | 50,6%                 |
| Livinallongo del Col di Lana | Fodóm       | 1431     | 777              | 54,3%                 |
| Totale area                  |             | 8495     | 2031             | 23,9%                 |

Rocca Pietore fu invece a capo di una Magnifica Comunità che per più di 500 anni godette di una propria autonomia, trovandosi tra la contea del Tirolo e la Repubblica di Venezia. La sua parlata mantiene ancora un tratto ladino che l'accomuna a Colle Santa Lucia e Livinallongo del Col di Lana.
Possono essere definiti ladini in parte i comuni del Cadore e dell'alto Agordino. Le parlate del basso Cadore e del basso Agordino risentono invece dell'influenza del veneto bellunese, pertanto vengono preferibilmente classificate come dialetti ladino-veneti; in ogni caso, la legislazione riconosce come di minoranza linguistica ladina tutti i comuni agordini.

## Riconoscimento giuridico

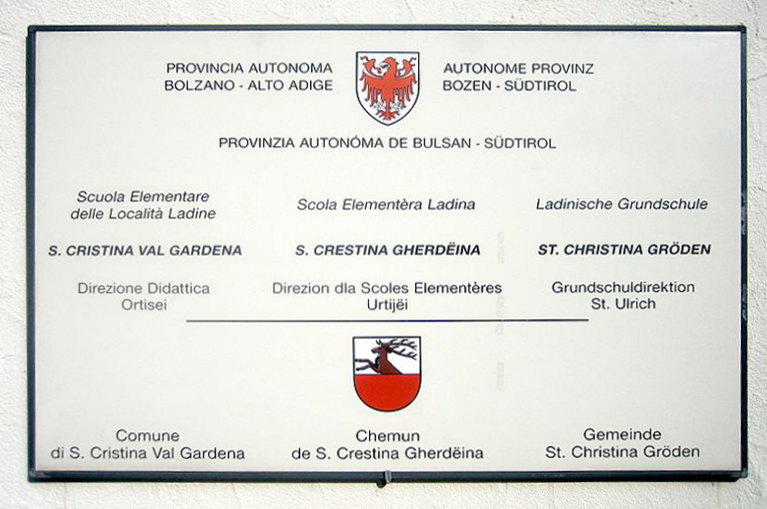
Insegna trilingue di una scuola ladina del comune di Santa Cristina Valgardena

### Provincia autonoma di Bolzano
In provincia di Bolzano (Balsan/Bulsan) il ladino è lingua ufficialmente riconosciuta e la minoranza ladina viene tutelata con diverse norme riguardanti tra l'altro l'insegnamento nelle scuole pubbliche e la facoltà di usare il ladino nei rapporti orali e scritti con gli uffici della pubblica amministrazione, con esclusione delle forze armate e le forze di polizia. Infatti nelle scuole delle località ladine dell'Alto Adige la lingua ladina è lingua d'insegnamento assieme al tedesco e italiano. In base alla delibera della Giunta Provinciale n. 210 del 27 gennaio 2003 (Utilizzo della lingua ladina da parte degli enti pubblici e negli atti normativi) "le varianti del ladino con riconoscimento ufficiale in provincia di Bolzano sono il ladino unificato della Val Badia e quello della Val Gardena". Per garantirne la rappresentanza politica, ai ladini è riservato un seggio in consiglio provinciale. La lingua e cultura ladina in ambito altoatesino vengono curate dall'istituto ladino Micurà de Rü con sede centrale a San Martino in Badia e distaccata a Selva di Val Gardena. Inoltre la facoltà di scienze della formazione della Libera università di Bolzano possiede anche una sezione di lingua ladina con sede a Bressanone.

### Provincia autonoma di Trento
In base all'articolo 102 dello Statuto d'autonomia del Trentino-Alto Adige la lingua e la cultura ladina sono tutelate anche nella provincia di Trento (Trent). Per garantirne la rappresentanza politica, anche ai ladini trentini è riservato un seggio in consiglio provinciale. La lingua e cultura ladina in Trentino vengono curate dall'Istituto Culturale Ladino Majon di Fascegn a Vigo di Fassa.

### Provincia di Belluno
Recentemente anche in Provincia di Belluno (Belun), grazie alla normativa sulle minoranze linguistiche storiche (legge 482/1999), sono stati riconosciuti ladini i comuni del Cadore, del Comelico, dell'Agordino, della Valle del Biois, dell'alta val Cordevole e della Val di Zoldo.
È attivo l'Istituto Ladin de la Dolomites (Istituto Culturale delle Comunità dei Ladini Storici delle Dolomiti Bellunesi), con sede a Borca. Attualmente tale istituto è chiuso e non più operativo.
Esiste pure l'Istitut Cultural Ladin Cesa de Jan a Colle S. Lucia che fa riferimento ai ladini storici presenti in Provincia di Belluno dei tre comuni di Livinallongo, Colle e Ampezzo, appartenuti alla provincia di Trento fino al 1926. Nell'associazione, è presente anche il comune di Rocca Pietore di cui con i primi due (Livinallongo e Colle) ne condivide il tratto Ladino Atesino.
Una efficace tutela delle minoranze linguistiche in provincia di Belluno da parte delle istituzioni è tuttavia ancora mancante. L'insegnamento nelle scuole ed un seggio di rappresentanza in consiglio regionale sarebbero possibili misure a tutela della lingua e cultura ladina.

## Media
La sede Rai di Bolzano produce, sotto il marchio Rai Ladinia, programmi radiotelevisivi in lingua ladina, dedicati a tutto il territorio culturale.
La Union Generela di Ladins dla Dolomites pubblica inoltre settimanalmente La Usc di Ladins, che contiene articoli di attualità, sport ed eventi locali, in diversi dialetti ladini. I quotidiani Alto Adige e Trentino hanno una sezione dedicata alle valli ladine in lingua ladina.
Due emittenti radiofoniche, Radio Gherdëina Dolomites e Radio Studio Record di Canazei, trasmettono in lingua ladina.
Un discreto successo, soprattutto in Germania, è stato inoltre riscosso dal trio musicale pop Ganes, le cui canzoni sono cantate prevalentemente in ladino badioto.
Radio Cortina trasmette tre volte alla settimana una rubrica in ladino ampezzano.

## Esempi

### Frasi comuni
| Italiano         | Noneso                                | Solandro                                        | Gardenese       | Marô (Mareo)       | Badioto            | Fassano             | Fodom            | Anpezan          | Zoldan           | Alie             | Basso Agordino                         |
| ---------------- | ------------------------------------- | ----------------------------------------------- | --------------- | ------------------ | ------------------ | ------------------- | ---------------- | ---------------- | ---------------- | ---------------- | -------------------------------------- |
| Come ti chiami?  | Come te clames po? (Che gias nom po?) | Come te ciames po? (Che/Chje gh'às/jas nòm po?) | Co es'a inuem?  | Co astepa ennom?   | Co àst'pa inom?    | Co èste pa inom?    | Ci inom asto?    | Ce asto gnon?    | Come te ciameto? | Ke inom asto?    | Come fàśtu de gnòm? (Come te ciàmetu?) |
| Quanti anni hai? | Canti ani gias po?                    | Quanti àni gh'às/jas po?                        | Tan d'ani es'a? | Tan de agn astepa? | Tan de âgn àst'pa? | Cotenc egn èste pa? | Cotanc agn asto? | Cuante ane asto? | Quainc agn asto? | Cotanc agn asto? | Quanti àni àśtu?                       |
| Vado a casa.     | Von a ciasa.                          | Von a chjasa / casa.                            | Vedi a cësa.    | I va a ciasa       | I va a ciasa.      | Vae a cèsa.         | Vade a Cèsa      | Vado a ciasa.    | Vade a casa.     | Vade a ciesa.    | Vade / Vàe a casa.                     |
| Dove abiti?      | En do abites po?                      | 'Ndo abites po?                                 | Ulà stessa?     | Ola virestepa?     | Aulà virest'pa?    | Olà stèste pa?      | Ulà stasto?      | Agnó stasto?     | An do stasto?    | Ulà stasto?      | Ónde śtàśtu?                           |
| Vivo a Trento.   | Vivi a Trent. (Ston a Trent)          | Vivi a Trent. (Ston a Trent)                    | Stei a Trent.   | I viri a Tront     | I viri a Trënt.    | Stae a Trent.       | Stè a Trënt      | Stago a Trent.   | Staghe a Trent.  | Stae a Trient.   | Śtàe a Trent.                          |

### Una leggenda
Un esempio di una leggenda in ladino dolomitico / ladin dolomitan standard:
Duc i Ladins sá che l lé (o lech) dl Ergabuan è l Lé de Careza. Chest è conesciú lonc y lerch per si biei colours che muda demeztroi dal vert-fresch al cuecen-scarlat, y dal blé dl ciel al ghel-aur; per chesta mudazion de colours él vegnú batié "Lé dl Ergabuan", dai colours dla irida/cogola dl uedl. An conta che chel lé fova n iade abité da na "gana" che ova l corp da pesc y l cef da persona, desche an se imaginova da zacan na ninfa. N salvan che abitova te cheles selves, che scluj ite chest pice lé desche na perla, se ova inamoré da perde l cef te chesta bela muta-ninfa; ma dut debant! Per la tré a sé, se ova l salvan pensé de fé n gran ergabuan con i colours plu biei che se destenova fora da la piza dl Latemar enfin ju tl lech; ma la ninfa ne se ova empone lascé pié. Dal gran senn, l Salvan, che ova fat con tant de fadia sie beliscim laour, ova n dí tout l ergabuan, l ova desfat en tant de fruzies y l ova spo sciulé tl lech. Da chel moment á l lé giaté duc chi biei colours che al à enfin aldidancuei.
Traduzione:
Tutti i ladini sanno che il luogo dell'arcobaleno è il lago di Carezza. Questo è conosciuto tra i laghi per i suoi bei colori che cambiano dal verde fresco allo scarlatto e dal blu cielo all'oro; per questo cambiamento dei colori viene chiamato "lago arcobaleno", dai colori...

### Numeri in ladino
| Italiano    | Ladino    | Ladino    | Ladino    | Ladino            | Ladino    | Ladino   | Ladino   | Ladino   | Ladino        | Ladino        |
| Italiano    | badiot    | gherdëina | fascia    | fodom e rocchesàn | anpezan   | zoldan   | agordin  | nones    | rabiés        | solander      |
| ----------- | --------- | --------- | --------- | ----------------- | --------- | -------- | -------- | -------- | ------------- | ------------- |
| uno         | un        | un        | un        | un                | un        | un       | un       | un       | ün            | ün            |
| due         | dui       | doi       | doi       | doi               | doi       | doi      | doi      | doi      | dói           | dói           |
| tre         | trëi      | trëi      | trei      | trei              | tre       | trei     | trei     | trei     | tréi          | tréi          |
| quattro     | cater     | cater     | cater     | cater             | cuatro    | quatre   | cater    | cater    | quater/quatro | quater/quatro |
| cinque      | cinch     | cinch     | cinch     | cinc              | zinche    | zinc     | žinc     | cinćh    | cinc          | cinch         |
| sei         | sis       | sies      | sie       | siec              | sié       | siei     | siëi     | siei     | séi           | séi           |
| sette       | set       | set       | set       | set               | sete      | set      | sèt      | set      | sèt           | sèt           |
| otto        | ot        | ot        | ot        | vot               | oto       | ot       | òt       | ot       | òt            | òt            |
| nove        | nü        | nuef      | nef       | nuof              | noe       | nuof     | nof      | nueu     | nöf           | nöf           |
| dieci       | diesc     | diesc     | dies      | dies              | diesc     | dies     | diés     | dies     | dés           | dés           |
| undici      | ünesc     | undesc    | unesc     | undes             | undesc    | undes    | undes    | undes    | ündes         | ündes         |
| dodici      | dodesc    | dodesc    | doudesc   | dodes             | dodesc    | dodes    | dodes    | dodes    | dòdes         | dòdes         |
| tredici     | trëdesc   | trëdesc   | tredesc   | trëdesc           | tredesc   | tredes   | tredes   | tredes   | trédes        | trédes        |
| quattordici | catordesc | catordesc | catordesc | catordesc         | catordesc | catòrdes | catòrdes | catòrdes | quatòrdes     | quatòrdes     |
| quindici    | chinesc   | chindesc  | chinesc   | chindesc          | chinesc   | chindes  | chindes  | chindes  | quindes       | quindes       |
| sedici      | sëdesc    | sëidesc   | seidesc   | sëdesc            | sedesc    | sédes    | sédes    | sédes    | sédes         | sédes         |
| diciassette | dejesset  | dejesset  | dejesset  | dejesset          | dijasete  | didiset  | disisèt  | dedeset  | desesèt       | desesèt       |
| diciotto    | dejedot   | dejedot   | dejedot   | dejdot            | dijdoto   | disdòt   | disdòt   | desdot   | desdot        | desdot        |
| diciannove  | dejenü    | dejenuef  | dejenef   | dejenuof          | dijnoe    | disnuof  | disnof   | disnueu  | desnöf        | desnöf        |
| venti       | vint      | vint      | vint      | vint              | vinte     | vint     | vinti    | vinti    | vinti         | vinti/vénti   |

### Statuti comunali
- Selva di Val Gardena, italiano, tedesco, dialetto gardenese
- Corvara in Badia, italiano, tedesco, dialetto badioto-marebbano
- Moena, italiano, dialetto fassano

### Fiabe, romanzi, testi vari
- Fiabe, romanzi, testi vari a cura dell'Istituto Ladin de la Dolomites, su istitutoladino.it. URL consultato il 10 agosto 2013 (archiviato dall'url originale il 20 febbraio 2014).
- Vita di santa Genoveffa tradotta in ladino, su archive.org.